# Dicroaspis cryptocera
Dicroaspis cryptocera är en myrart som beskrevs av Carlo Emery 1908. Dicroaspis cryptocera ingår i släktet Dicroaspis och familjen myror. Inga underarter finns listade i Catalogue of Life.

## Bildgalleri

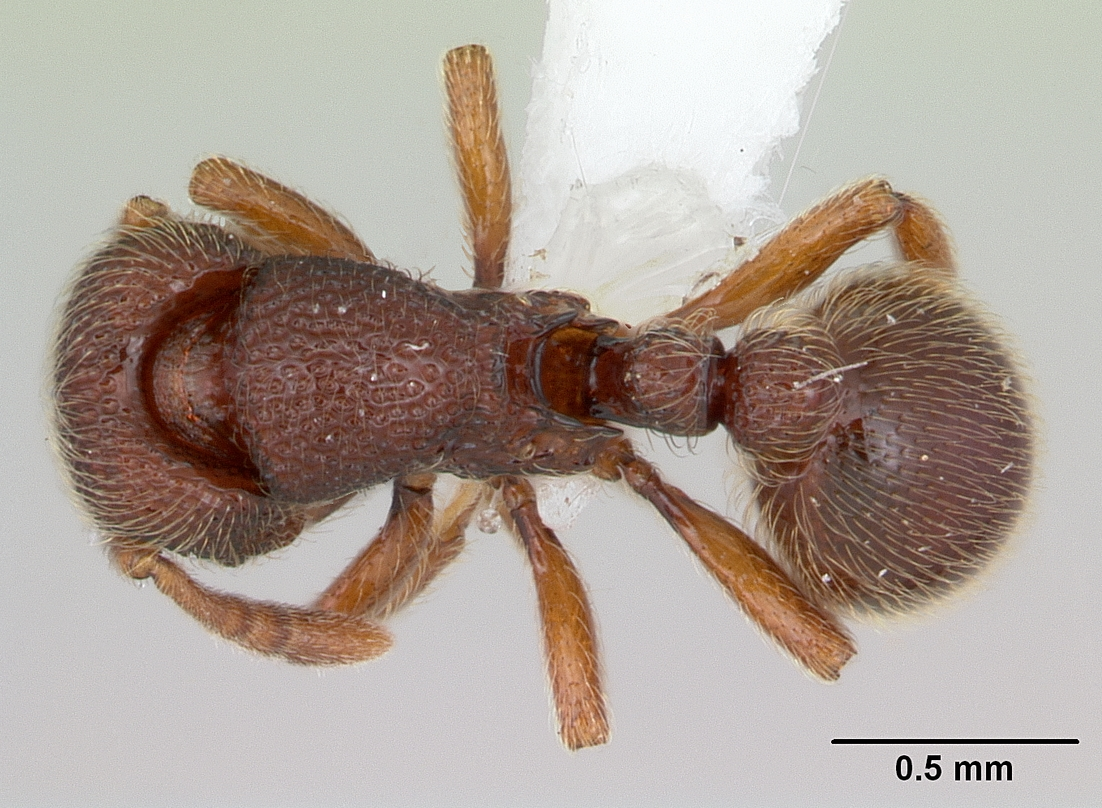
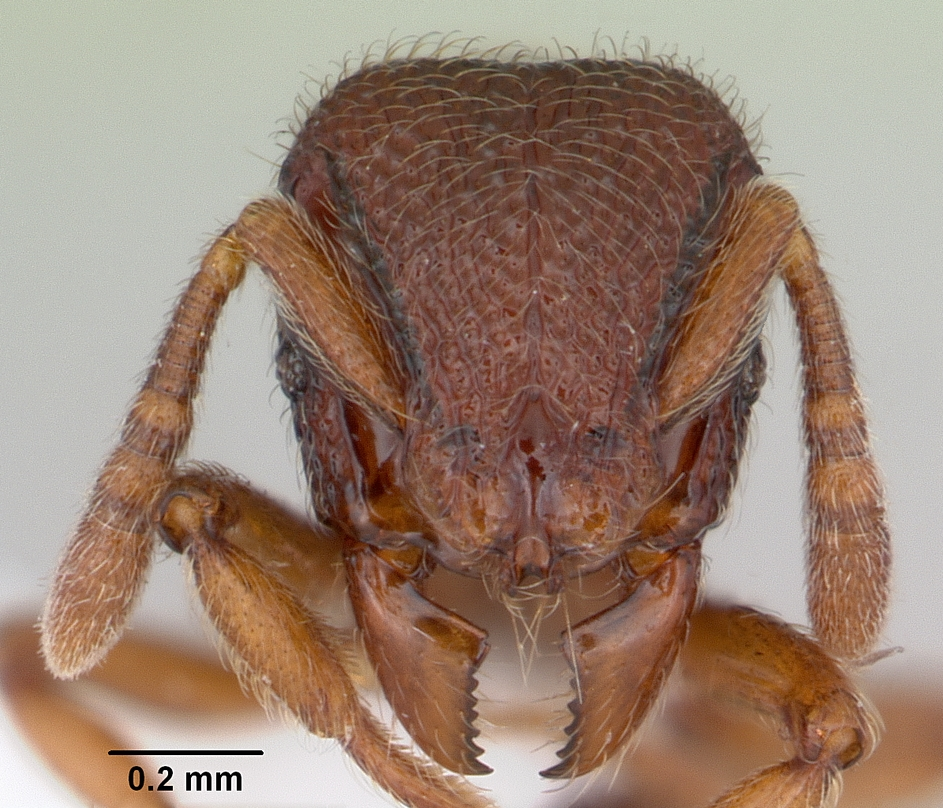
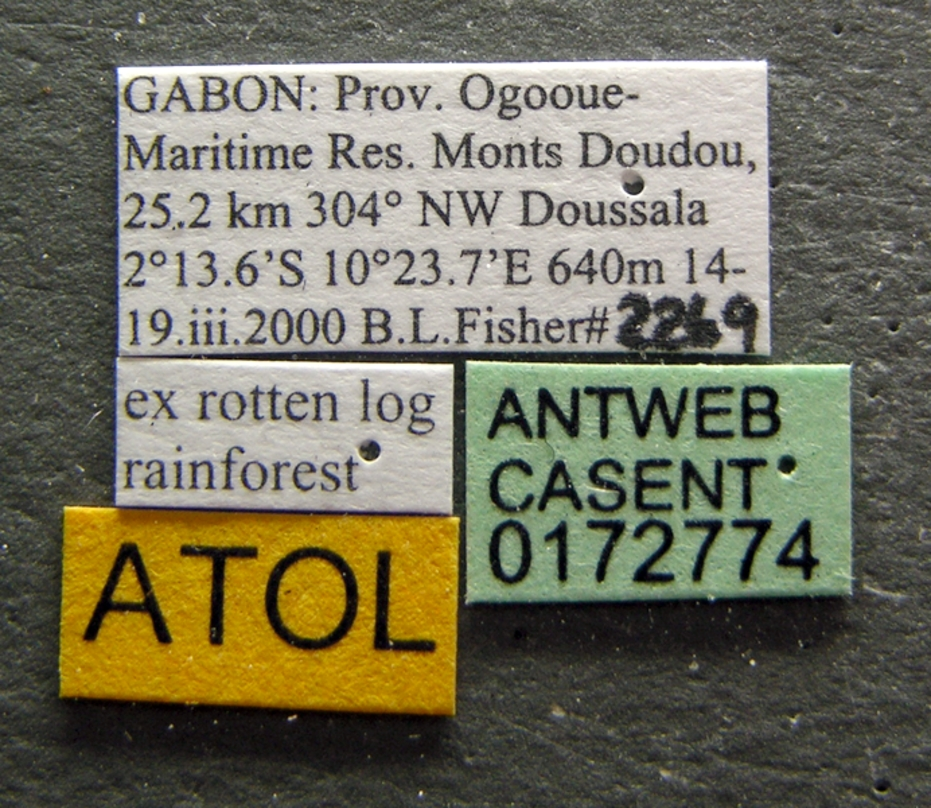
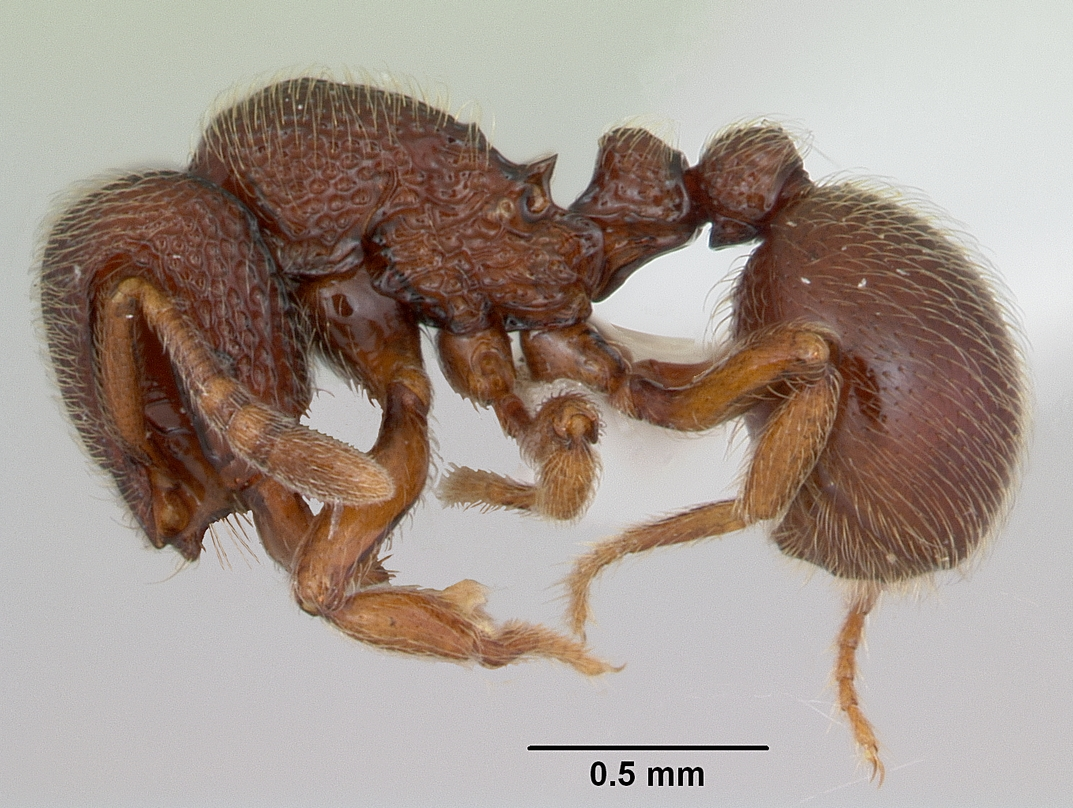
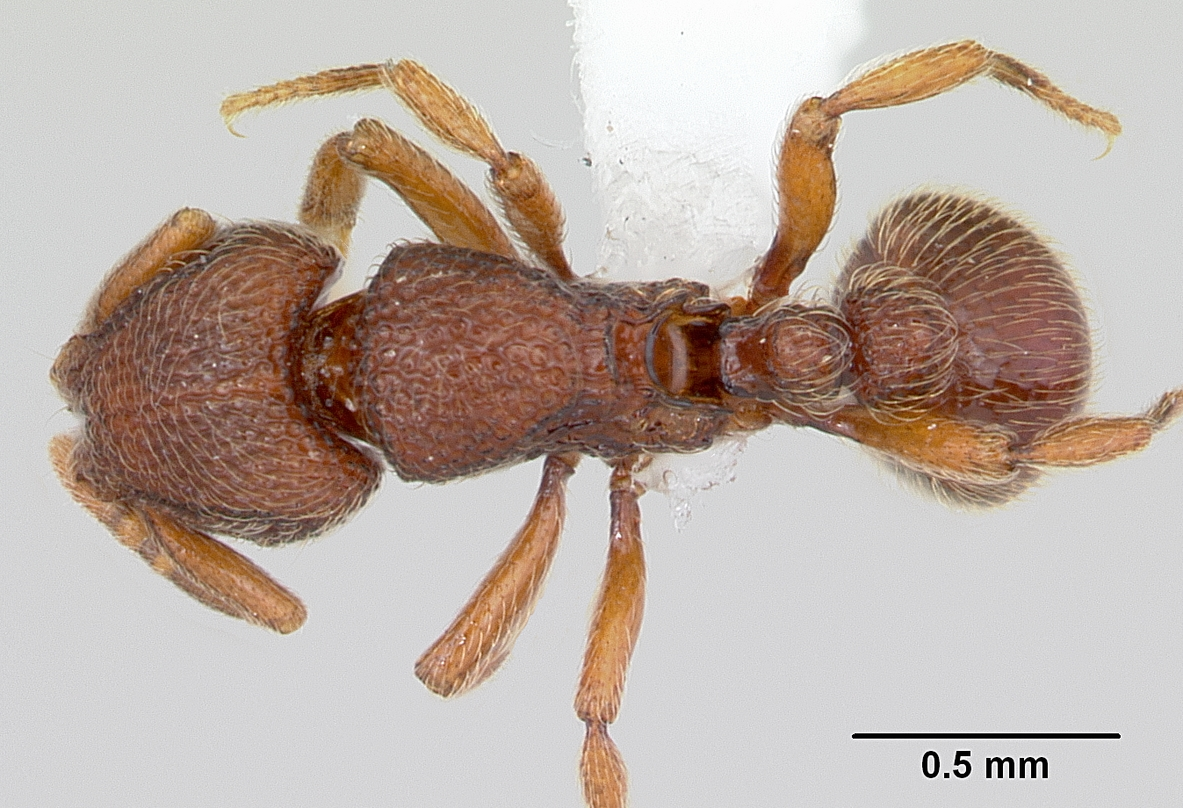
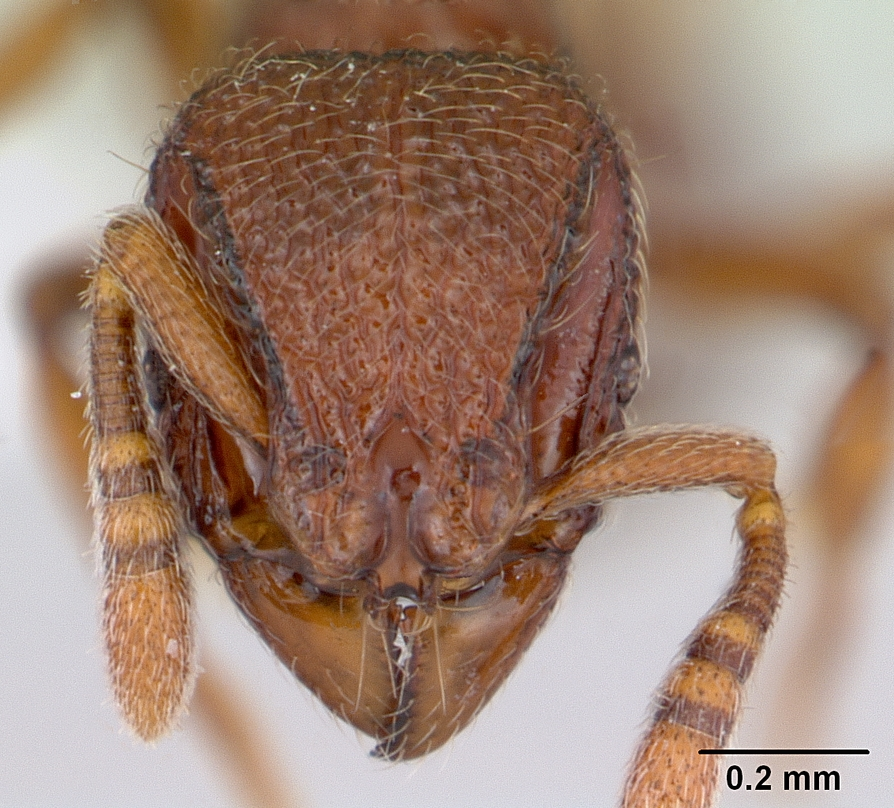